# Calcinare
Calcinarea este un termen comun pentru procese de tratament termic a unor substanțe în prezența aerului, care determină  multiple reacții chimice ce au loc la temperaturi înalte. La calcinarea metalelor, acestea sunt aduse la temperaturi între 500 °C și 1000 °C și se produc reacții chimice cu eliberare de substanțe gazoase ceea ce duce la o aparentă pierdere de masă prin încălzire. De asemenea alimentele își schimbă compoziția chimică și pot rezulta substanțe cancerigene.